# Matthew Smith (programátor)
Matthew Smith (* 1965 Liverpool) je britský programátor, známý především svými hrami Manic Miner a Jet Set Willy. Byl hlavním spoluvlastníkem a členem představenstva společnosti Software Projects.
Už od dětství ho zajímala elektronika. Od rodičů dostal počítač Tandy, který měl sice jenom 4 KiB paměti RAM a nerozšířený BASIC, ale i tak ho uchvátil. Později se zapojil do skupiny uživatelů počítačů Tandy. První komerční hrou, kterou napsal, když mu bylo 14 let, byla hra Delta Tower One, varianta hry Galaxians. Hry se prodalo asi 13 kopií a vydělala mu asi 50 £.
Díky svým kontaktům prostřednictvím obchodu s počítači Tandy začal programovat obchodní a účetní programy pro společnosti v okolí Liverpoolu.
V roce 1983 dostal počítač ZX Spectrum, pro který napsal hru Styx pro společnost Bug Byte. Hra byla komerčně úspěšná. Na ZX Spectru se Matthewu Smithovi líbilo, že bylo levné a mělo lepší grafiku než ZX81.
Před tím, než začal programovat hru Manic Miner, udělal si inspirační lyžařský výlet a poté strávil osm týdnů programováním hry. Hru programoval na počítači Tandy Model 4 s pětimegabytovým pevným diskem a přenášel ji do ZX Spectra, takže nemusel čekat na ukládání a načítání dat. To bylo možné, protože ZX Spectrum i Tandy mají stejný procesor. Do hry si i sám kreslil grafiku. Po dokončení hry si udělal dvouměsíční prázdniny. Poté, co se vrátil zpět do Liverpoolu, začaly diskuse nad pokračováním hry, kterou pojmenoval Jet Set Willy. Při programování hry Jet Set Willy pro něho bylo obtížnější dodržovat denní režim, ale podle jeho vlastních slov ho programování hry Jet Set Willy bavilo asi třikrát více než programování hry Manic Miner. V době, kdy programoval hru Jet Set Willy, mu hra Manic Miner vynesla asi 20 000 £. Po dalším plánovaném lyžařském výletu očekával, že začne přemýšlet nad pokračováním hry Jet Set Willy, kterou zamýšlel nazvat Willy Meets the Taxman.
Také chtěl začít programovat pro počítače Spectravideo a jiných počítačích se systémem MSX, protože se jednalo o velký trh pro horníka Williho. V té době také uvažoval nad tím, že se nebude vždy věnovat programování her, uvažoval nad větším zapojením se do obchodní stránky společnosti Software Projects a také nevylučoval studium počítačových věd.
Po naprogramování hry Jet Set Willy se ale na tři roky vytratil z veřejného života. Během té doby střídavě pracoval a nepracoval na hře Attack of the Mutant Zombie Flesh Eating Chickens from Mars a na projektu hry zasazené do 24. století, ve které hráč mohl hrát za jakoukoliv postavu ve městě.
Osobní charakteristiky Matthewa Smitha:
- jeho oblíbenými programátory byli Bill Hogue, autor hry Miner 2049'er, která byla do jisté míry inspirací pro hru Manic Miner, a Mike Singleton a Jeff Minter,[3]
- jeho oblíbenými programy byly Ultima II, Atic Atac a Escape From Fractulus.[1]
- svého času byla jeho oblíbenou hrou hra Fairlight,[4]
- měl rád italská a čínská jídla, neměl rád americká jídla,[3]
- chtěl se stát vegetariánem,[3]
- líbila se mu hudba skupin Moody Blues, Pink Floyd a Genesis,[3]
- jako mnoho programátorů her ve dne spal a v noci pracoval,[1]
- neměl rád televizi.[1]